# University of Nebraska Omaha
University of Nebraska Omaha är ett amerikanskt offentligt universitet som ligger i Omaha, Nebraska och hade totalt 15 526 studenter (12 488 undergraduate students och 3 038 postgraduate students) för 2016. Den ingår i universitetssystemet University of Nebraska system.
Den grundades 1908 av samfundet Presbyterian Theological Seminary of Omaha som ett privat college och med namnet University of Omaha. 1968 anslöt sig utbildningsinstitutionen till det offentliga universitetssystemet University of Nebraska system och fick sitt nuvarande namn.
Universitet tävlar med 16 universitetslag i olika idrotter via deras idrottsförening Omaha Mavericks.

## Alumner
| Idrottare - Josh Archibald - Joe Arenas - Jake Ellenberger - Dan Ellis - Jake Guentzel - Victor Mancini - Jaycob Megna - Jayson Megna - Mason Morelli - Ty Mueller - Scott Parse - Brandon Scanlin - Nick Seeler | - Anthony Stolarz - Andrej Šustr - Taylor Ward - Greg Zanon Musiker - Conor Oberst Politiker/offentlig förvaltning - J. James Exon - Chuck Hagel - Roman Hruska Skådespelare - Peter Fonda |